# Каганов, Израиль Львович
 Израиль Львович Каганов   (1 мая 1902 года, г. Климовичи Могилевской губернии — 28.04.1985, Москва) — специалист в области промышленной электроники. Профессор, доктор технических наук, заслуженный деятель науки и техники РФ, лауреат Ленинской премии, основатель и зав. кафедрой Промышленной электроники Московского энергетического института.

## Биография
Израиль Львович Каганов родился в 1902 году в г. Климовичи Могилевской губернии. В 1925 году окончил Московское высшее техническое училище им. Баумана (ныне Московский государственный технический университет имени Н. Э. Баумана). По окончании ВУЗа работал инженером на Харьковском электромеханическом заводе, где коструировал одноякорные преобразователи электрического тока, потом работал в Государственном электротехническом тресте в Москве. Принимал участие в создании в городе тяговых подстанций с ртутными выпрямителями для трамвая.
С 1929 года работал главным инженером по электрооборудованию на московской кинофабрике (ныне «Мосфильм»), занимался преподавательской деятельностью в МВТУ им. Баумана. В 1931 году перешёл на работу в Московский энергетический институт (МЭИ), в 1931–1940 годах работал зам. заведующего кафедрой «Электротехники» института. В 1933—1934 годах начал читать в МЭИ курс по ионным и электронным преобразователям электрической энергии, в 1937 году издал учебник по читаемому курсу. Одновременно в 1934—1947 годах И. Л. Каганов работал в Москве во Всесоюзном электротехническом институте им. В. И. Ленина (ВЭИ), расположенном поблизости от МЭИ.
В 1940 году защитил докторскую диссертацию на тему «Инвертирование постоянного тока в трехфазный».
Область научных интересов И. Л. Каганова: исследования вентильных преобразователей электрической энергии, выпрямителей-инверторов c двухступенчатой искусственной коммутацией и др.
В годы Великой Отечественной войны 1941–1945 годах И. Л. Каганов был эвакуирован на Урал. Там он с работаниками ВЭИ занимался выпуском выпрямительных подстанций для оборонных предприятий. В 1943 году по  инициативе ученого в МЭИ была создана кафедра по ионным приборам и преобразователям тока (ныне кафедра «Промышленная электроника»). Заведовал кафедрой И. Л. Каганов с 1950 по 1974 год. С 1961 года по 1976 год был председателем Научно-методического совета по промышленной электронике при Минвузе СССР.
И. Л. Каганов в 1940-1941 и 1948-1954 годах с группой сотрудников Киевского политехнического института занимался разработками вентильных преобразователей с улучшенным коэффициентом мощности. За эти работы он был удостоен Ленинской премии (1962).
Профессор И. Л. Каганов является автором около 100 научных трудов и изобретений. Под его руководством выполнено и защищено около 30 кандидатских диссертаций.

## Награды и звания
- Ленинская премия (1962) — за разработку и исследование вентильных преобразователей с улучшенным коэффициентом мощности.
- Орден Трудового Красного Знамени
- Орден Красной Звезды
- «Знак Почета», медали.

## Труды
- Инвертирование постоянного тока в трехфазный, М.-Л., 1941;
- Электронные ионные преобразователи (Основы промышленной электроники), ч. 1–3, М.-Л., 1950–56;
- Ионные приборы, М., 1972.